# Sophie Gay
Marie Françoise Sophie Gay, rozená Nicchault de la Valette (1. července 1776 Paříž – 2. března 1852 Paříž), byla francouzská spisovatelka.

## Život
Marie Françoise Sophie Nicchault de la Vallette byla dítětem Francescy Peretti, Italky a Augusta Antoina Nicchaulta de la Vallette, podnikatele, který pracoval pro francouzského Ludvíka XVIII.
V roce 1794 se provdala za G. Liottiera. V roce 1799 se rozvedla a provdala se za Jeana Sigismonda Gaye (1768–1822), původem z Aix-les-Bains. Její salón navštěvovali umělci.
V roce 1802 byl anonymně publikován její první román Laure d'Estell. Byla autorkou několika divadelních komedií a operních libret. Jako uznávaná hudebnice také publikovala četné romantické písně doprovázené klavírem, k nimž napsala slova i hudbu.
Byla matkou spisovatelky Delphine de Girardin.